# Бишоп, Генри
Ге́нри Би́шоп (англ. Henry Bishop; 1605, Хенфилд — 1691) — арендатор английской почты и главный почтмейстер Англии с июня 1660 по апрель 1663 года при короле Карле II. В 1661 году впервые использовал штемпель для фиксации маршрута и времени (длительности) пересылки писем.

## Происхождение и семья
Происходил из йоркширского семейства Бишопов (Bisshopps), был третьим сыном сэра Томаса Бишопа (Thomas Bisshopp), рыцаря из Хенфилда. Был женат на леди Элизабет Пламли (Elizabeth Plumley, или Plumleigh).

## Штемпели Бишопа
Первый в мире почтовый штемпель был введён Бишопом в его бытность генеральным почтмейстером Англии. Это был простой круглый штемпель диаметром 13 мм, разделённый одной горизонтальной чертой на две половины: на одной двумя латинскими буквами был указан месяц, на другой — арабскими цифрами день (число месяца) отправления. Старейший известный оттиск штемпеля Бишопа — «MA/17». Им было помечено письмо входящей корреспонденции, которое было доставлено в Лондон 17 мая 1661 года, а отправлено из Ярмута 15 мая 1661 года.

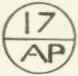
Штемпель оплаты Бишопа с указанием даты 17 апреля (^{17}/_{AP})

С 1673 года стал применяться штемпель диаметром 14 мм. Дата на нём, как правило, указывалась вверху, а месяц — внизу.
При Бишопе также появились штемпели о почтовом сборе, включавшие указание суммы, которую следовало получить с получателя письма (например, «D/9» — 9 пенсов, «S/1» — 1 шиллинг). Подобные штемпели употреблялись в Лондоне, Эдинбурге, Дублине, Индии и английских колониях в Северной Америке.
Кроме того, во времена Бишопа появился и первый рекламый штемпель, текст которого гласил:
| Почта для всего Кента уходит каждый вечер из Раунд-Хауза на Лав-Лейн и приходит каждое утро. Оригинальный текст (англ.) The post for all Kent goes every night from the Rovnd Hovse in Love Lane & comes every morning |

В почти неизменном виде почтовые штемпели Бишопа просуществовали до 1788 года.

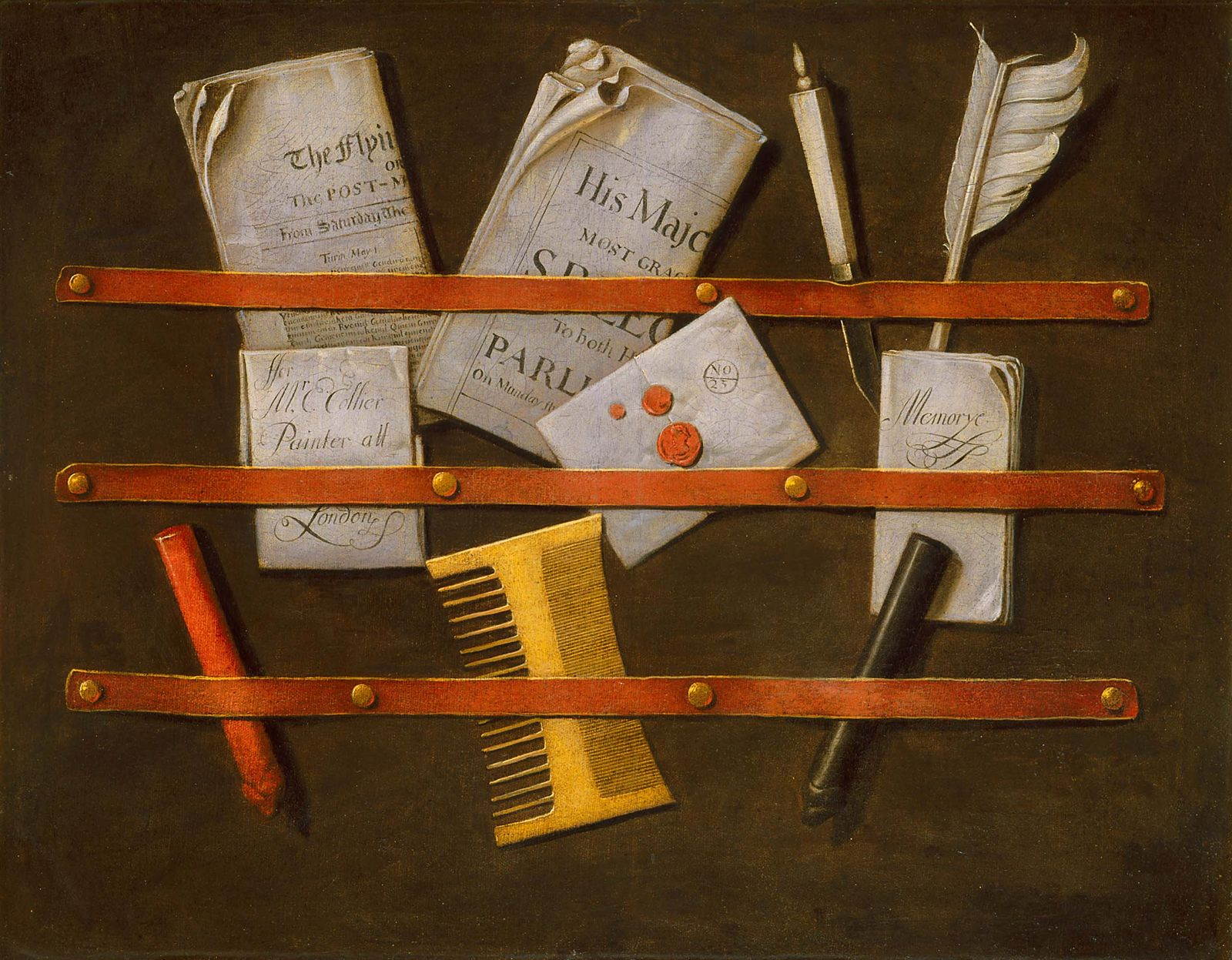
Почтовые штемпели Бишопа встречаются на картинах художников XVII—XVIII веков, созданных в манере тромплея.
На натюрморте Кольер, Эверт (ок. 1696), с изображением доски для корреспонденции, запечатлено письмо (в центре), помеченное штемпелем Бишопа с датой 25 ноября